# 카제훈 공항

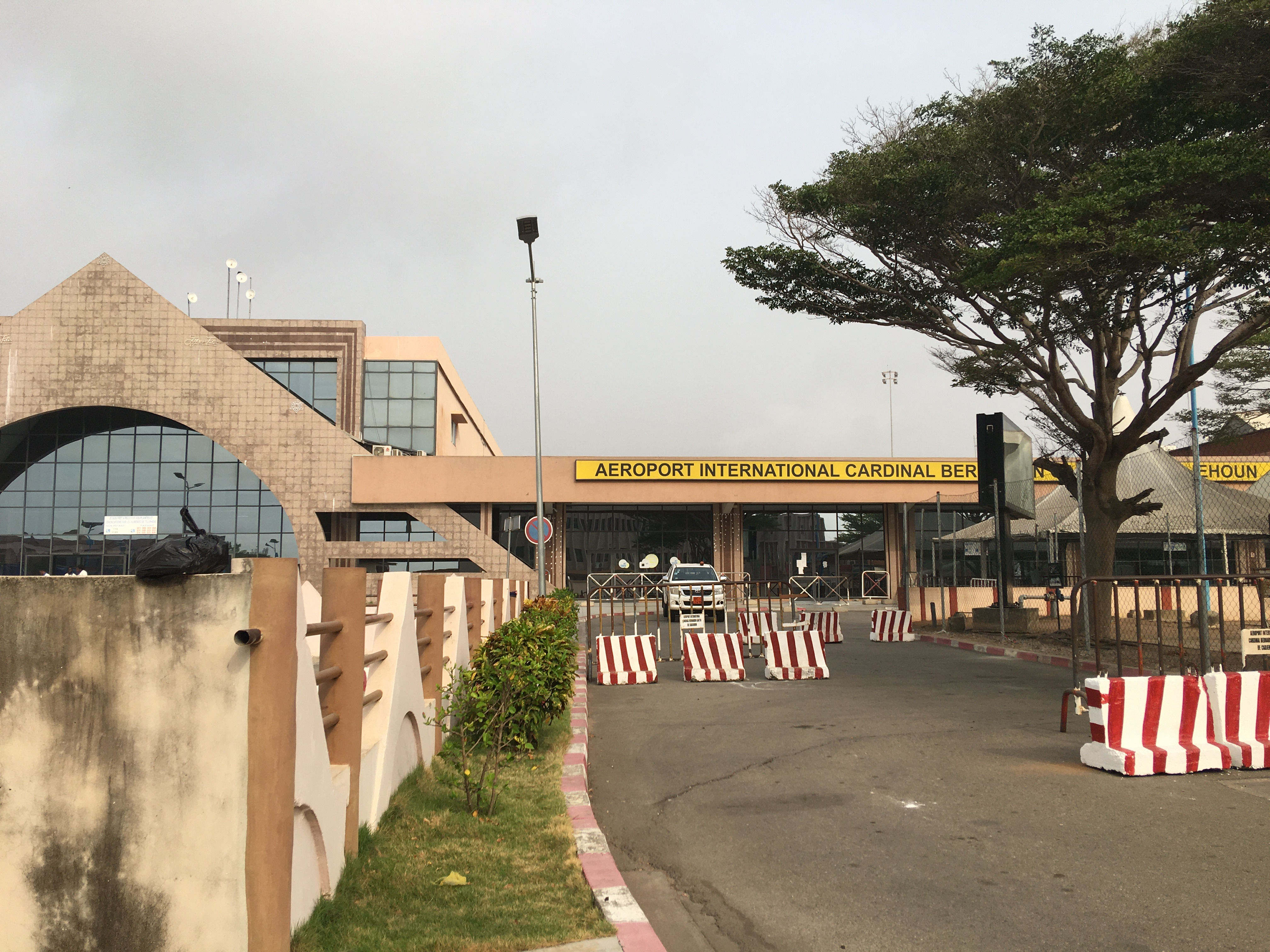

카제훈 공항(Cadjehoun Airport, IATA: COO, ICAO: DBBB)은 서아프리카 베냉에서 가장 큰 도시인 코토누의 이웃지역 카제훈의 공항이다. 이 공항은 국가 최대의 공항이며 항공편으로는 국가로 향하는 주요 진입점이며 아프리카와 유럽으로의 항공편을 제공한다.